# Comuni italiani di lingua greca
Sono 25 i comuni italiani di lingua greca entro i cui territori si applicano le disposizioni di tutela delle minoranze linguistiche storiche ai sensi della legge 482/99. Sono distribuiti in tre regioni (Calabria, Puglia e Sicilia) nell'Italia meridionale e insulare.
| N. | Comune                | Nome in lingua minoritaria | Minoranza | Provincia       | Regione  | Ripartizione geografica | Popolazione | Superficie | Delibera                                                                 |
| -- | --------------------- | -------------------------- | --------- | --------------- | -------- | ----------------------- | ----------- | ---------- | ------------------------------------------------------------------------ |
| 1  | Bagaladi              |                            | greca     | Reggio Calabria | Calabria | Italia meridionale      |             |            |                                                                          |
| 2  | Bova                  | Chora tu Vua / Vua         | greca     | Reggio Calabria | Calabria | Italia meridionale      |             |            | n. 7 del 18-04-2001                                                      |
| 3  | Bova Marina           | Jalo tu Vua / Fundaca      | greca     | Reggio Calabria | Calabria | Italia meridionale      |             |            | n. 7 del 18-04-2001                                                      |
| 4  | Brancaleone           |                            | greca     | Reggio Calabria | Calabria | Italia meridionale      |             |            | n. 7 del 23-03-2006                                                      |
| 5  | Calimera              | Kalimera                   | greca     | Lecce           | Puglia   | Italia meridionale      |             |            | n. 9 del 07-02-2001                                                      |
| 6  | Castrignano de' Greci | Kastrignana                | greca     | Lecce           | Puglia   | Italia meridionale      |             |            | n. 9 del 07-02-2001                                                      |
| 7  | Condofuri             | Kontofyria                 | greca     | Reggio Calabria | Calabria | Italia meridionale      |             |            | n. 7 del 18-04-2001                                                      |
| 8  | Corigliano d'Otranto  | Choriana                   | greca     | Lecce           | Puglia   | Italia meridionale      |             |            | n. 9 del 07-02-2001                                                      |
| 9  | Martano               | Martana                    | greca     | Lecce           | Puglia   | Italia meridionale      |             |            | n. 9 del 07-02-2001                                                      |
| 10 | Martignano            | Martignana                 | greca     | Lecce           | Puglia   | Italia meridionale      |             |            | n. 9 del 07-02-2001                                                      |
| 11 | Melito di Porto Salvo | Melito / Melitos           | greca     | Reggio Calabria | Calabria | Italia meridionale      |             |            | n. 14 del 28-03-2003                                                     |
| 12 | Melpignano            | Lipignana                  | greca     | Lecce           | Puglia   | Italia meridionale      |             |            | n. 9 del 07-02-2001                                                      |
| 13 | Messina               | Μεσσήνη / Μεσσήνα          | greca     | Messina         | Sicilia  | Italia insulare         |             |            | n. 44 del 10-02-2012 Archiviato il 3 settembre 2013 in Internet Archive. |
| 14 | Montebello Jonico     |                            | greca     | Reggio Calabria | Calabria | Italia meridionale      |             |            |                                                                          |
| 15 | Motta San Giovanni    |                            | greca     | Reggio Calabria | Calabria | Italia meridionale      |             |            |                                                                          |
| 16 | Palizzi               |                            | greca     | Reggio Calabria | Calabria | Italia meridionale      |             |            | n. 7 del 18-04-2001                                                      |
| 17 | Reggio Calabria       |                            | greca     | Reggio Calabria | Calabria | Italia meridionale      |             |            | n. 7 del 23-03-2006                                                      |
| 18 | Roccaforte del Greco  | Vunì                       | greca     | Reggio Calabria | Calabria | Italia meridionale      |             |            | n. 7 del 18-04-2001                                                      |
| 19 | Roghudi               | Richudi / Rigudi           | greca     | Reggio Calabria | Calabria | Italia meridionale      |             |            | n. 7 del 18-04-2001                                                      |
| 20 | Samo                  |                            | greca     | Reggio Calabria | Calabria | Italia meridionale      |             |            |                                                                          |
| 21 | San Lorenzo           |                            | greca     | Reggio Calabria | Calabria | Italia meridionale      |             |            | n. 14 del 28-03-2003                                                     |
| 22 | Soleto                | Sulitu                     | greca     | Lecce           | Puglia   | Italia meridionale      |             |            | n. 9 del 07-02-2001                                                      |
| 23 | Staiti                |                            | greca     | Reggio Calabria | Calabria | Italia meridionale      |             |            | n. 14 del 28-03-2003                                                     |
| 24 | Sternatia             | Chora                      | greca     | Lecce           | Puglia   | Italia meridionale      |             |            | n. 9 del 07-02-2001                                                      |
| 25 | Zollino               | Tsuddhinu                  | greca     | Lecce           | Puglia   | Italia meridionale      |             |            | n. 9 del 07-02-2001                                                      |